# مجمع وكالة وسبيل وكتاب قايتباي

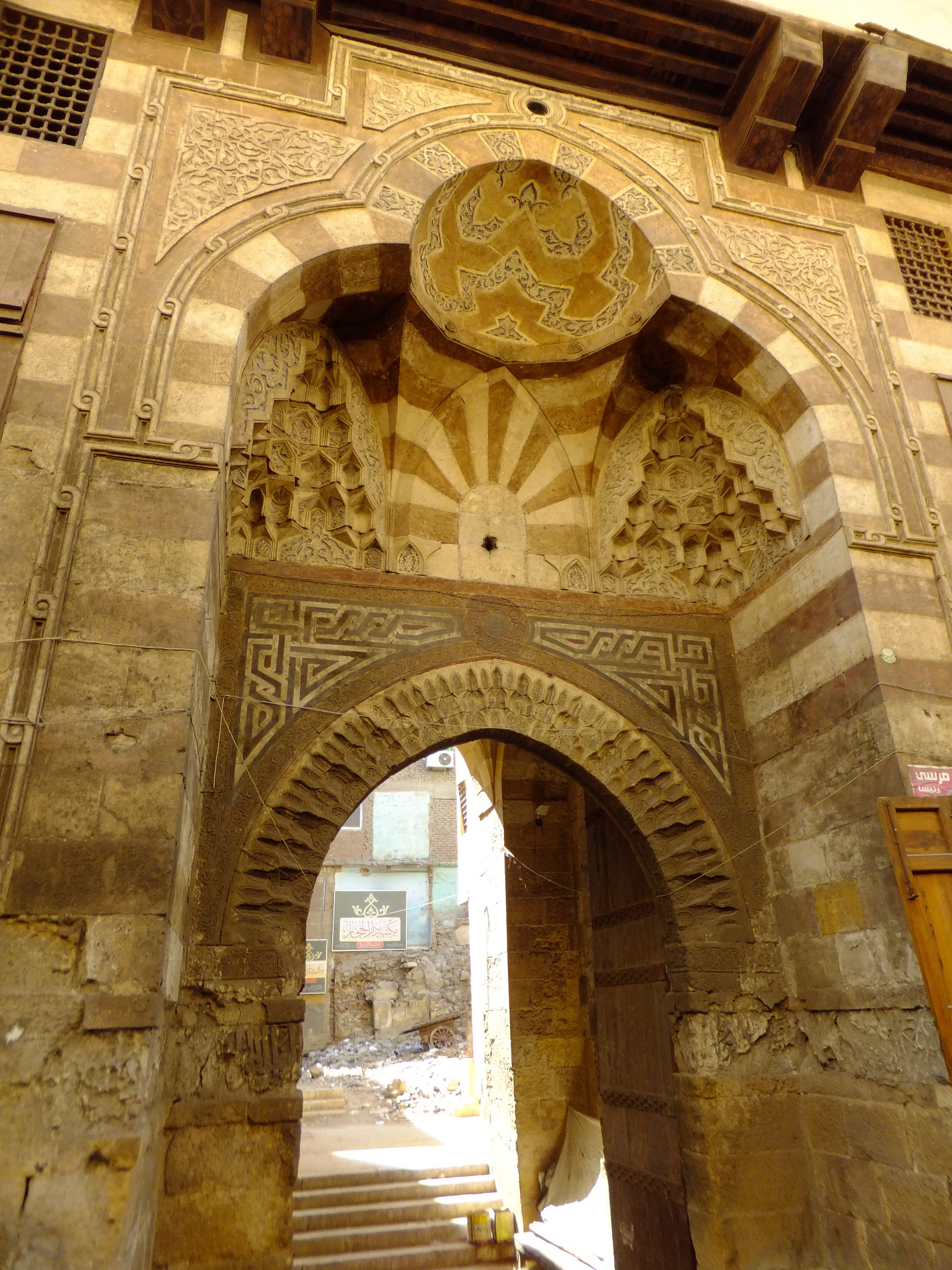
البوابة الرئيسية.

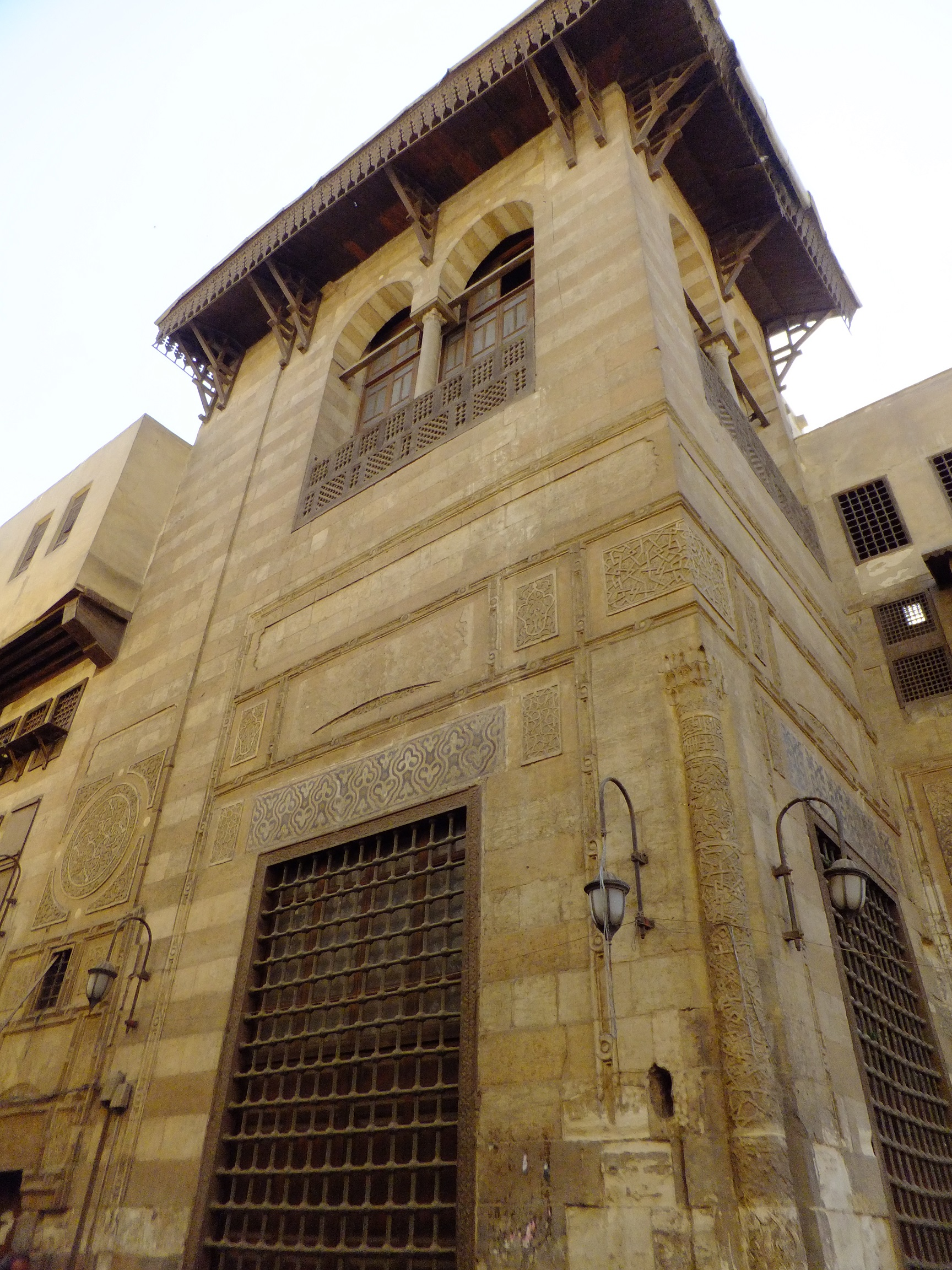
السبيل (أدناه) والكتاب (أعلاه).

وكالة وسبيل وكُتاب السلطان قايتباي عبارة عن مجمع من المعالم الأثرية بناها السلطان المملوكي الأشرف أبو النصر قايتباي عام 1477م (882هـ) في القاهرة الإسلامية، بحي القرون الوسطى التاريخي المعروف الآن بقاهرة المعز في القاهرة بمصر. يتكون المجمع من خان أو وكالة، وسبيل مياة، وحوض مياة، ومدرسة (كتّاب)، ويقع جنوب الجامع الأزهر.

## الخلفية التاريخية
تعتبر الوكالة إحدى الوكالتين اللتين بناهما السلطان قايتباي في عهده، والأخرى هي وكالة السلطان قايتباي في شارع باب النصر . وعلى الرغم من احتواء الطابق الأرضي في الأصل على غرف تخزين، إلا أن سكان القاهرة يكنون به في العصر الحديث، في حين أصبحت غرف المعيشة الأصلية في الطابق العلوي مهجورة. كانت الوظيفة الأساسية للسبيل هي توفير المياه للمجتمع مع بعضالأعمال الخيرية وخاصة توفير الطعام والماء للمحتاجين. يعتبر ذلك الفعل ضمن الصدقة في الإسلام في العصور الوسطى. كان إعطاء الماء مهمًا بشكل خاص لسكان القاهرة، بسبب مناخ المدينة الجاف وبُعدها عن النيل. كان حكام المماليك بما في ذلك السلطان قايتباي يمنحون أوقافًا للحفاظ على السبل امن الناحية الجمالية كعمل خيري، أو حتى كوسيلة لطلب الرحمة من الله لمن هم بحاجة إلى نفس الخدمات التي يقدمها الوقف.

## المعمار
يشكل جزء الوكالة غالبية المجمع، مع وجود سبيل وكُتاب وحوض سقي للحيوانات على الطرف الغربي. تعرض الهيكل لأضرار مع مرور الوقت، خاصة الفناء الداخلي، لكنه لا يزال قيد الاستخدام. وكانت السبل في أواخر عصر مماليك الشركس على مستوى الشوارع مثل هذه مصحوبة بكُتاب في الطوابق العليا. كان الكتاب بمثابة مكان لتعليم القرآن للأطفال، كما كان يعتبر عملًا خيريًا من جانب السلطان. تعتبر الوكالة امتدادًا تجاريًا للخانات، وتتكون من أرضية من مخازن مختلفة. بُنيت واجهة الوكالة بالحجر مع بوابة دخول السبيل والكتّاب. يفتح المدخل المواجه للجنوب على شرفة، كما توجد شرفة خشبية تؤدي إلى الكُتاب. تظهر النقوش على أجزاء كثيرة من المبنى بما في ذلك الواجهة وبوابة الدخول. كما يزين قوس مدخل الوكالة ذي الثلاث فصوص بالمقرنصات. تلاشت الواجهة متعددة الألوان مع مرور الوقت، لكنها لا تزال مرئية. يمكن رؤية نافذة المشربية أعلى مدخل السبيل والكُتاب، لكنها على الأرجح ليست جزءًا من الهيكل الأصلي. وزُين السبيل بزخارف غنية، كما كان شائعًا في سبل القاهرة في ذلك الوقت.

## روابط خارجية
- سبيل - كتاب - وكالة خليج السلطان قايت في Archnet